# 車道駅
車道駅（くるまみちえき）は、愛知県名古屋市東区葵三丁目にある、名古屋市営地下鉄桜通線の駅である。駅番号はS07。

## 歴史
駅名の「車道」は、当駅西側を南北方向に走る通りの名前、および住居表示実施前に当該通りに沿って存在した町名「車道町」に由来する。車道通は、江戸時代に馬車や牛車用に作られた石畳の舗装路をルーツにするが、1923年（大正12年）に当時あった小川を埋め立てた跡を車道商店街としたものが、2013年（平成25年）時点で現存する車道通の始まりである。当駅周辺から車道通を南下した広小路通との交点付近には、市電時代に車道電停があった。（以上『なごやの町名』を主な参照文献として記述。）
当駅近隣の施設・店舗の中には「車道」を施設名などに冠している場合があるが、これは住居表示実施により現在ではあたかも存在しない地名を冠しているかのように見えるものである。

### 年表
- 1989年（平成元年）9月10日：地下鉄桜通線中村区役所（現・太閤通）駅 - 今池駅間開業に伴い開業[2]。
- 1994年（平成6年）3月30日：当駅付近が自転車等放置禁止区域となる[5]。
- 2011年（平成23年）4月23日：可動式ホーム柵使用開始[6]。

## 駅構造

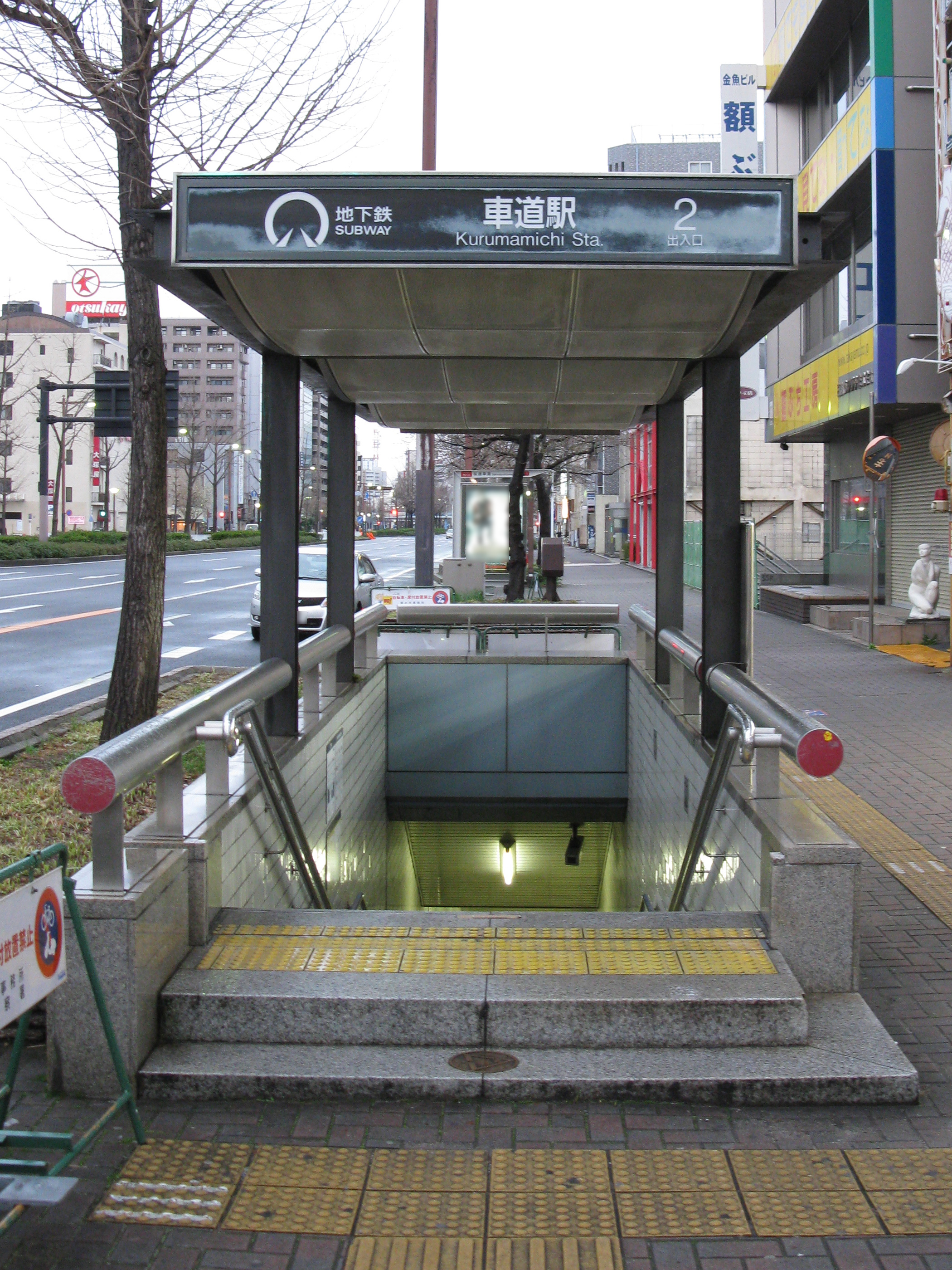
2番出入口（2010年3月）

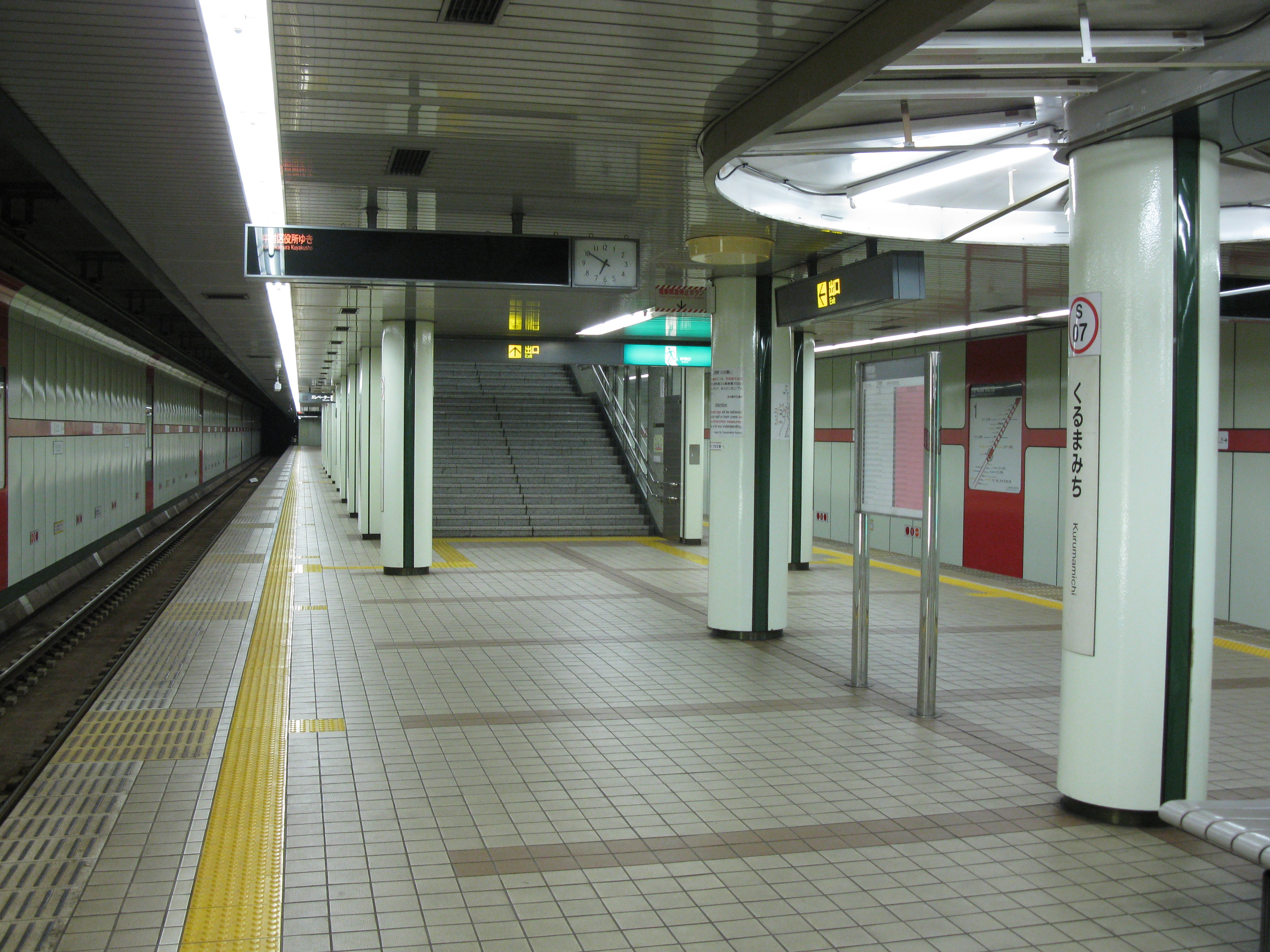
ホーム（2010年3月）

島式ホーム1面2線を有する地下駅で、可動式ホーム柵が設置されている。ホーム柵の色は深緑。ホームは20m車8両編成まで対応している。
当駅から隣の今池駅へ列車が向かう際は、桜通沿いに東南東方向に進行した後、地上での内山交差点（桜通・環状線交点）手前で大きく進行方向右にカーブし、最終的には南南西方向に向かうこととなるため、カーブの区間では列車の運行速度がかなり低下する。高岳駅方面へは、当駅出発直後は西北西方向に進行し徐々に西方向へと方向を変えてはいくが、ほぼ直線ルートと言え、線形は良い。
当駅は、桜通線駅務区今池管区駅が管轄している。

### のりば
| ホーム | 路線   | 行先                   |
| ------ | ------ | ---------------------- |
| 1      | 桜通線 | 今池・新瑞橋・徳重方面 |
| 2      | 桜通線 | 名古屋・太閤通方面     |

## 利用状況
- 2019年度の一日平均乗車人員は7,280人であった[7]。

## 駅周辺
当駅の真上は桜通（名古屋市道布池都通線）である。当駅から見て北側に位置する地域は東区筒井（真北に位置するのは筒井三丁目）、南側に位置する地域は東区葵（真南に位置するのは葵三丁目）となる。周辺地域全体としては、商業施設も見られるものの、住宅地としての色彩が強い。
なお、当駅から見て少し南の地域を東西に走る錦通地下には地下鉄東山線が走り、JR中央本線との交点には千種駅があるため、そちらが徒歩での最寄り駅となるケースもある（出発地・目的地による駅の使い分けも可能である）。JR千種駅との間では、連絡施設を想定すると1日1万人を超える利用が見込まれたため連絡通路が検討されたが、ルート上に大型の埋設物があったために、経済性の観点から見送られた。しかし将来を考えて設置の可能性は残されている。

### 主な施設
- 愛知大学車道キャンパス
- 大塚屋車道本店
- 瀬戸信用金庫車道支店
- 名古屋市東区役所
- 東海中学校・高等学校
- 名古屋市立筒井小学校
- 愛知県立愛知商業高等学校
- カトリック布池教会
- 日本基督教団金城教会
- 式内物部神社
- 車道商店街[3]
- 千種駅 - JR中央本線・名古屋市営地下鉄東山線
- 住友生命千種ビル・第二ビル・第三ビル・ニュータワービル - 最寄り駅としては千種駅となる。
- メルパルク名古屋 - 最寄り駅としては千種駅となる。

### バス路線
最寄り停留所は、桜通車道となる。以下の路線が乗り入れ、名古屋市営バス（名古屋市交通局）により運行されている。
- 栄15：栄行、新守山駅行

## 隣の駅
名古屋市営地下鉄
 桜通線
高岳駅 (S06) - 車道駅 (S07) - 今池駅 (S08)